# Yenipazar, Boğazlıyan
Yenipazar là một thị trấn thuộc huyện Boğazlıyan, tỉnh Yozgat, Thổ Nhĩ Kỳ. Dân số thời điểm năm 2010 là 1.098 người.